# Cosimo Caliandro
Cosimo Caliandro (11. března 1982 Francavilla Fontana – 10. června 2011 tamtéž) byl italský atlet, běžec na střední a dlouhé tratě.

## Sportovní kariéra
V roce 2001 se stal juniorským mistrem Evropy v běhu na 1500 metrů. Jeho největším úspěchem byl titul halového mistra Evropy v běhu na 3000 metrů v roce 2007. O čtyři roky později zemřel při autonehodě.